# Tu quoque, Brute, fili mi!

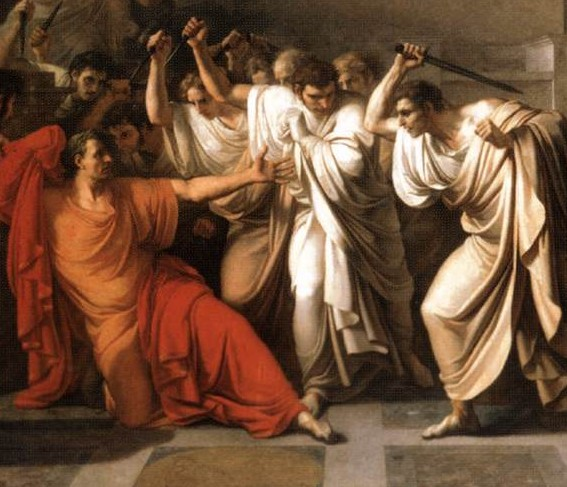
Giulio Cesare nell'atto di pronunciare la celebre frase verso Bruto, che lo colpisce senza guardarlo in faccia, in Morte di Giulio Cesare di Vincenzo Camuccini (1806)

Tu quoque, Brute, fili mi!  (Persino tu, Bruto, figlio mio) è un'espressione latina attribuita a Giulio Cesare.
Si narra che queste siano state le ultime parole da lui pronunciate in punto di morte (Idi di marzo del 44 a.C.), mentre veniva trafitto dai congiurati, riconoscendo fra i suoi assassini il volto di Marco Giunio Bruto.

## Storia
Svetonio racconta che Cesare morì sotto i colpi di ventitré pugnalate, avvolgendosi compostamente la tunica addosso ed "emettendo un solo gemito al primo colpo, senza una parola". Poi aggiunge: "alcuni però hanno raccontato che, a Bruto che gli si avventava contro, egli disse: «καὶ σὺ τέκνον;»" (kaì sý téknon? = "anche tu, figlio?"). Cassio Dione, che scrive in greco, riporta le stesse parole. Da qui poi nasce la traduzione più poetica (ma anche la più conosciuta): Tū quoque, Brūte, fīlī mī! ("Anche tu, Bruto, figlio mio!"). 
Nell'opera Giulio Cesare di William Shakespeare, il dittatore così rivolge le sue ultime parole famose a Bruto, con un inserto in latino nel testo originale in inglese: "Et tū, Brūte? Then fall, Caesar." ("Anche tu, Bruto? Cadi, allora, Cesare.").
La tradizione attribuisce a Bruto, dopo il cesaricidio, la pronuncia della frase "Sic semper tyrannis!" ("Così sempre ai tiranni!"). 
Occorre sottolineare che qui il termine fīlius non è da prendere alla lettera, ma nel significato più generico di persona cara o amata come un figlio. Bruto infatti non era sicuramente un figlio naturale di Cesare, né risulta che lo avesse adottato. Gli studiosi comunque, considerando che Cesare non nutriva particolare fiducia in Marco Giunio Bruto (per cui risulterebbe strano lo stupore di un tradimento), affermano che la frase sarebbe stata rivolta a un “Bruto” diverso e avanzano il nome di Decimo Giunio Bruto Albino, che pure ebbe un ruolo determinante nella congiura ma che, a differenza dell'altro, era amato e protetto da Cesare: gli assegnò come provincia la Gallia Cisalpina per il 43, il consolato per il 42 e lo iscrisse perfino nel suo testamento come secondo erede.
In alcuni testi arabi  si narra che, non appena accortosi del tradimento di Bruto, Cesare abbia smesso di difendersi sussurrando: “…anche tu Bruto! Non vale più vivere…”. Questo aneddoto è riscontrabile anche nell'opera "Vite Parallele" di Plutarco. Infatti, nella "Vita di Cesare" afferma che egli si stava difendendo strenuamente, ma che, avendo visto anche Bruto estrarre un pugnale e prepararsi a colpirlo, allora "si tirò la toga sul capo e si lasciò andare, o per caso, o perché spinto dagli uccisori, presso la base su cui stava la statua di Pompeo". Plutarco aggiunge che fu così copioso il sangue che bagnò la statua, che sembrava che anche l'antico nemico di Cesare stesse assistendo alla scena e ottenesse così la propria vendetta.

## Grammatica
La celebre frase rappresenta anche un buon trucco mnemonico per ricordare alcune regole della grammatica latina:
1. la congiunzione quoque è sempre posposta;
2. nella seconda declinazione i nomi propri terminanti al nominativo in -ǐus e i due nomi comuni fīlĭus e genĭus al vocativo singolare escono in -ī, anziché in -ie (quindi, Vergilĭus al vocativo singolare fa Vergilī; fīlĭus fa fīlī; genĭus,  genī); i nomi in -īus, invece, seguono la regola generale (Dārīus fa Dārīe);
3. l'aggettivo possessivo meus al vocativo singolare maschile fa mī.

## Uso corrente
L'intera espressione o, più spesso, la sola forma abbreviata tu quoque? ("anche tu?") sono oggi utilizzate nel significato originario di amara sorpresa per la fiducia mal riposta nello scoprire il tradimento di ideali e impegni solenni, o il venir meno a vincoli di riconoscenza, amicizia e parentela, oppure semplici comportamenti scorretti in persone ritenute fino ad allora immuni a tali comportamenti.